# عبد الله عيش
عبد الله محمد فاضل عيش (من مواليد 5 أكتوبر 1995) هو لاعب كرة قدم لُبناني يلعب كظهير أيسر لنادي الأنصار في الدوري اللبناني الممتاز.

## مسيرته الكروية
بدأ عيش مسيرته الكروية في المودة طرابلس، قبل أن ينتقل إلى فريق شباب النجمة ظهر لأول مرة في الدوري اللبناني الممتاز في 6 مايو 2013، في خسارة 2–1 أمام الصفاء وفي عام 2015، انتقل عيش إلى نادي آينتراخت نوردهورن الألماني، حيث لعب 25 مباراة وسجل أربعة أهداف.
ثم عاد إلى النجمة في عام 2016، قبل أن تتم إعارته إلى النادي الإجتماعي لمدة عام واحد في العام نفسه. وبعد عودته من الإعارة، تم بيعه لطرابلس عام 2017. بعد أن شارك في 33 مباراة في موسمين، عاد إلى النجمة في عام 2019.
في يوليو 2022، انضم عيش إلى الأنصار في صفقة انتقال مجانية

## مسيرته الدولية
استُدعي عيش للمشاركة مع منتخب لبنان تحت 20 سنة في الألعاب الفرنكفونية 2013. ظهر لأول مرة مع منتخب لبنان في 10 أكتوبر 2019، حيث لعب 90 دقيقة كاملة في الفوز 2–1 على أرضه ضد تركمانستان في تصفيات كأس العالم 2022.

## الإحصائيات

### دوليا
آخر تحديث المباراة الملعوبة في 29 مارس 2021.
| المنتخب | السنة   | المباريات | الأهداف |
| ------- | ------- | --------- | ------- |
| لبنان   | 2019    | 1         | 0       |
| لبنان   | 2020    | 0         | 0       |
| لبنان   | 2021    | 1         | 0       |
| المجموع | المجموع | 2         | 0       |

## الإنجازات
النجمة
- كأس الاتحاد اللبناني: 2021–22؛ الوصيف: 2020–21
- كأس النخبة اللبناني: 2021
- وصيف كأس السوبر اللبناني: 2021